# Chlorophytum macrophyllum
Chlorophytum macrophyllum là một loài thực vật có hoa trong họ Măng tây. Loài này được (A.Rich.) Asch. mô tả khoa học đầu tiên năm 1867.

## Hình ảnh

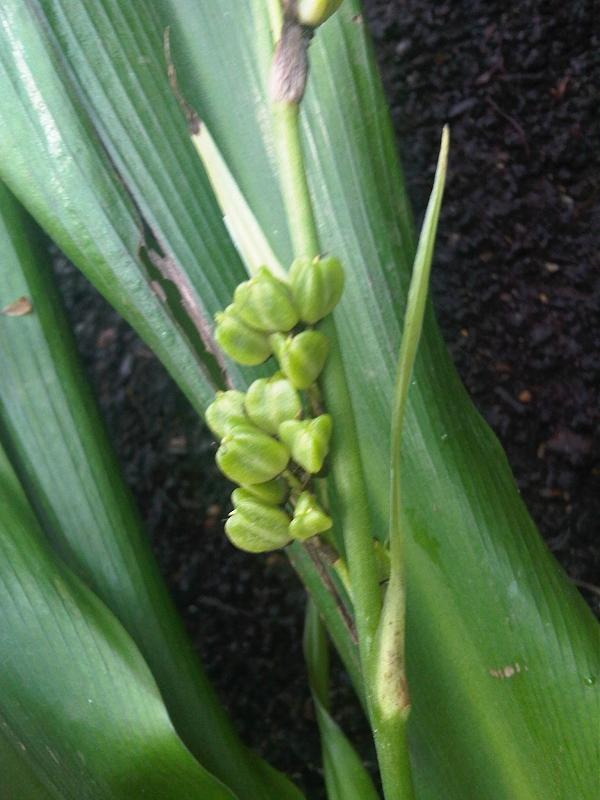
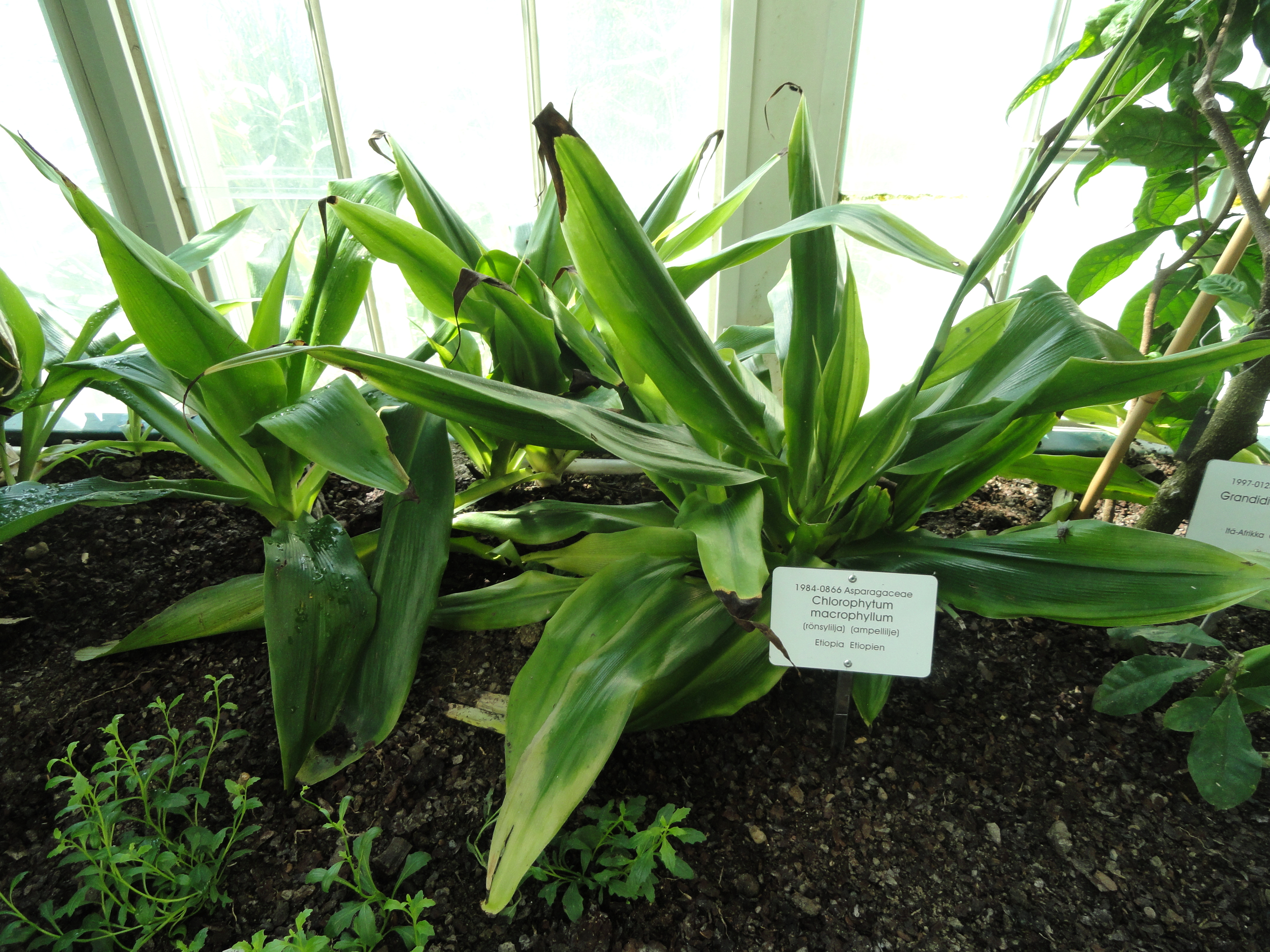
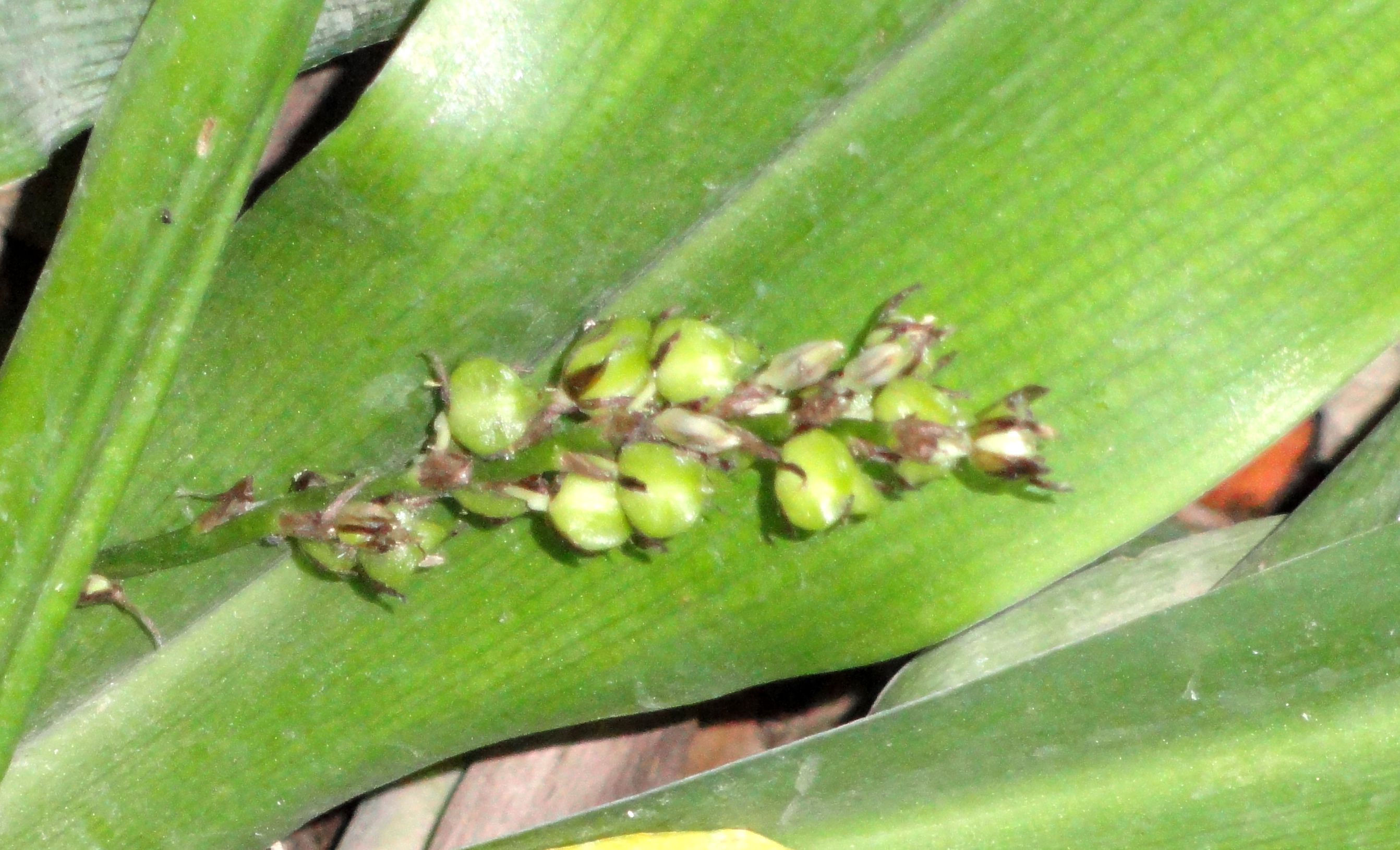
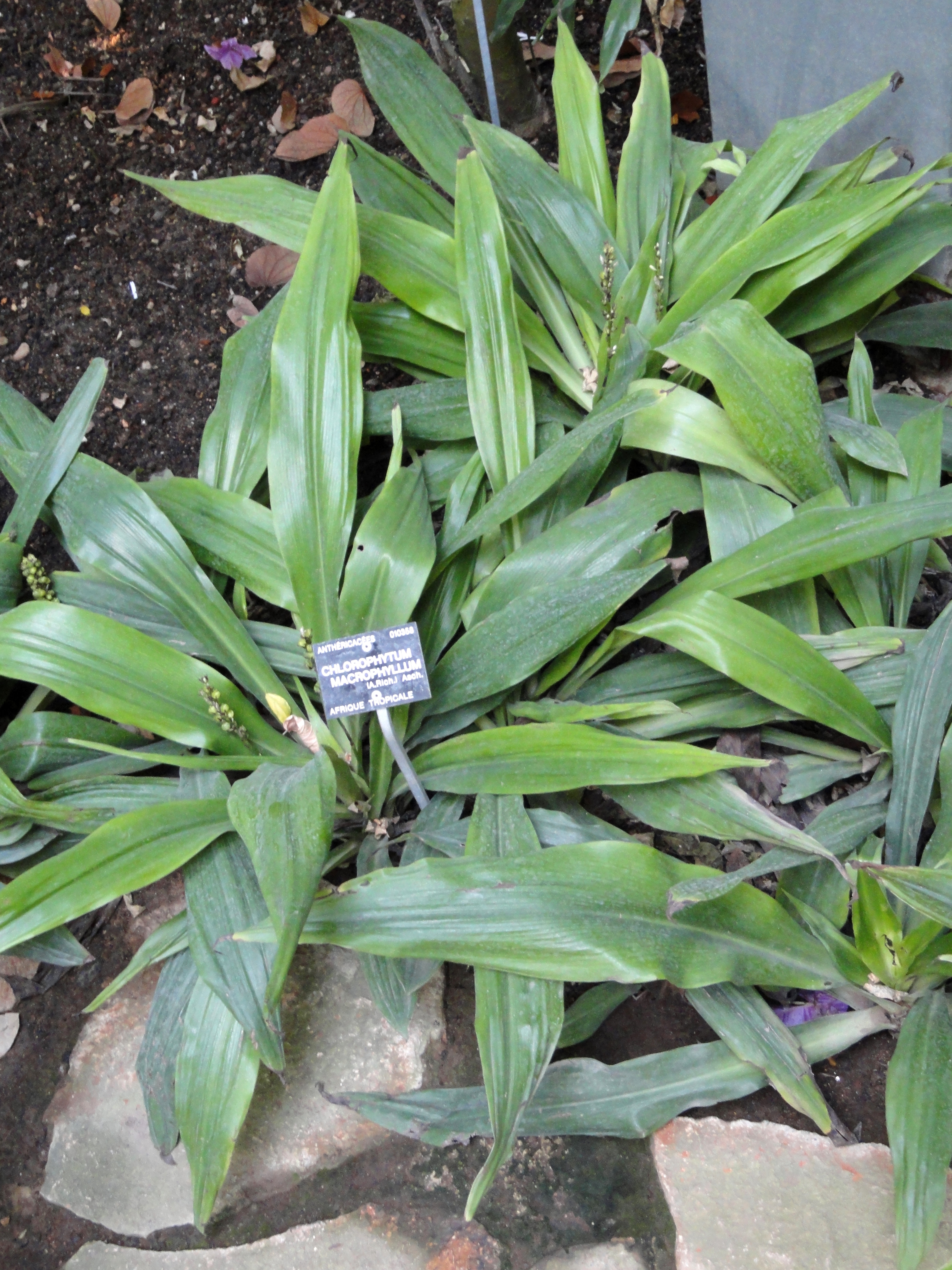